# Eleições nos Estados Unidos em 2020
As eleições nos Estados Unidos em 2020 foram realizadas no dia 3 de novembro nos 50 estados, 3 territórios, e no Distrito de Colúmbia, o distrito federal. Além dos cargos de presidente e vice-presidente, estavam em disputa todos os 435 assentos na Câmara dos Representantes, 35 das 100 vagas no Senado, treze governos estaduais e territoriais e outras funções locais. O ex-vice-presidente Joe Biden derrotou o presidente Donald Trump na disputa presidencial, enquanto os democratas mantiveram o controle da Câmara dos Representantes e retomaram o do Senado após seis anos.
Tanto o Partido Republicano quanto o Democrata designaram seus candidatos à presidência nas convenções ocorridas no final de agosto. O presidente Trump foi confirmado candidato à reeleição após enfrentar pouca oposição nas primárias de seu partido. O ex-vice-presidente Biden foi escolhido pelos democratas ao derrotar dezenas de correligionários nas prévias democratas. Outros partidos menos expressivos, como o Libertário e o Verde, também escolheram seus candidatos.
Os democratas controlavam a Câmara dos Representantes desde as eleições de meio de mandato de 2018, enquanto os republicanos possuíam maioria no Senado desde as eleições de 2014. A nível estadual, ocorreram eleições legislativas em 86 das 99 câmaras legislativas e onze estados elegerão seus governadores. Várias outras eleições estaduais e locais para cargos executivos e judiciais também ocorrerão. Durante a campanha, entre os principais temas que dominaram o debate político estava a situação da pandemia de COVID-19, além de questões como seguro de saúde, a economia, protestos por justiça social e racial, e mudanças climáticas. 
Diante das medidas de distanciamento social e com medo da pandemia, muitos eleitores optaram por votar antecipadamente. A participação do eleitorado foi grande, e a eleição presidencial registrou a maior afluência em 120 anos. A despeito da vitória eleitoral do Partido Democrata, os republicanos conseguiram quatorze novos assentos na Câmara dos Representantes. No Senado, cada partido elegeu 50 senadores, mas os democratas também conquistaram a maioria por conta do voto de desempate da vice-presidente Kamala Harris. Os apoiadores do presidente Trump questionaram a legitimidade da eleição, afirmando, sem apresentar provas, que houve fraude e falhas. Após mais de sessenta ações em cortes federais e três casos na Suprema Corte, os republicanos não foram capazes de provar qualquer irregularidade nas eleições.

## Eventos

### Pandemia de COVID-19
A partir de março de 2020, as eleições nos Estados Unidos foram adiadas e interrompidas pela pandemia COVID-19. Vários estados atrasaram as primárias presidenciais, enquanto o Alabama postergou o segundo turno da primária republicana para o Senado e a Carolina do Norte e o Mississippi atrasaram o segundo turno das primárias republicanas para assentos no Congresso. Missouri, Carolina do Sul e Texas suspenderam suas eleições municipais e, em Nova Iorque, a eleição especial para presidente do Queens foi cancelada. A pandemia também levou ao adiamento das convenções nacionais democrata e republicana.
Para auxiliar no distanciamento social, muitos estados expandiram as opções de voto antecipado, incluindo o voto pelo correio para as eleições primárias e as eleições gerais de novembro. Algumas eleições, como as primárias democratas no Alasca e no Havaí, bem como a eleição especial para o 7º distrito congressional de Maryland, foram conduzidas inteiramente com cédulas enviadas apenas pelo correio.

### Redistritamento
Após o censo demográfico de 2020, as bancadas estaduais na Câmara dos Representantes serão recalculadas, e tanto os distritos da Câmara quanto das legislaturas estaduais serão alterados, em um processo chamado de "redistritamento." Nos estados que não possuem comissões incumbidas pela tarefa, os legisladores e governadores eleitos entre 2017 e 2020 aprovarão os novos distritos legislativos, que entrarão em vigor a partir das eleições de 2022. As mais altas cortes estaduais também podem desempenhar um papel significativo no redistritamento, conforme ocorreu na Pensilvânia e em Virgínia. Assim, as eleições de 2020 podem ter um impacto significativo nos futuros distritos eleitorais. Salvo em virtude de ordens judiciais ou um redistritamento em meados da década, os distritos escolhidos após as eleições de 2020 permanecerão em vigor até o próximo censo de 2030.

## Eleições federais

### Presidencial
A disputa presidencial de 2020 será a 59ª eleição presidencial quadrienal dos Estados Unidos. Trata-se de uma eleição indireta em que o candidato mais votado pelos eleitores em cada estado e no Distrito de Colúmbia ganha o número de votos que estes possuem no Colégio Eleitoral. O candidato que alcançar a maioria dos votos no Colégio Eleitoral (270 de 538 votos) será considerado eleito, sendo empossado para um mandato compreendendo de 20 de janeiro de 2021 a 20 de janeiro de 2025. Se ninguém alcançar tal maioria, a eleição será considerada contestada e a Câmara dos Representantes escolherá o próximo presidente e o Senado definirá o vice-presidente.
O presidente Donald Trump anunciou sua candidatura à reeleição em 20 de janeiro de 2017, quando foi empossado. Trump manteve um alto nível de aprovação entre os republicanos e venceu todas as prévias do partido, atingindo em 17 de março de 2020 a quantidade necessária de delegados para garantir a nomeação. Tanto Trump quanto seu vice, Mike Pence, foram renomeados pelos delegados republicanos por unanimidade.
Nas primáris democratas, um recorde de 29 políticos relevantes apresentaram suas candidaturas. A disputa eventualmente se concentrou em Joe Biden, vice-presidente durante o governo de Barack Obama, e no senador Bernie Sanders. Biden se tornou o presumível candidato democrata com a desistência de Sanders em abril, com sua nomeação sendo confirmada pela Convenção Nacional Democrata. Para a vice-presidência, Biden escolheu a senadora Kamala Harris, a primeira mulher negra a integrar a chapa presidencial de um grande partido político.
Vários filiados a partidos menores e independentes também se candidataram à presidência. O Partido Libertário escolheu a professora Jo Jorgensen, o Partido Verde nomeou o ativista Howie Hawkins e o Partido da Constituição optou por Don Blankenship. Entre os candidatos independentes, cite-se o cantor Kanye West.

### Câmara dos Representantes
Estão em disputa os ocupantes das 435 vagas com direito a voto na Câmara dos Representantes dos Estados Unidos, a câmara baixa do Congresso. Seus membros são eleitos nos distritos congressionais para mandatos de dois anos. Cada estado conta com um número de representantes compatível com o tamanho de sua população. Na última eleição, os democratas retomaram o controle desta casa legislativa pela primeira vez desde 2011. Com a posse da nova legislatura, a representante Nancy Pelosi foi eleita presidente da Câmara dos Representantes, o segundo cargo na linha de sucessão à presidência do país.

### Senado
No Senado, 35 de seus 100 assentos serão preenchidos. O Senado é a câmara alta do Congresso e cada estado elege dois senadores para mandatos de seis anos. A casa conta com poderes exclusivos concedidos pela Constituição, como a aprovação de indicados para a Suprema Corte e para o Gabinete Executivo. Os republicanos, liderados pelo senador Mitch McConnell, controlam o Senado desde as eleições de meio de mandato de 2014. Em 2020, possuíam uma maioria de 53 a 47.

## Eleições estaduais e locais

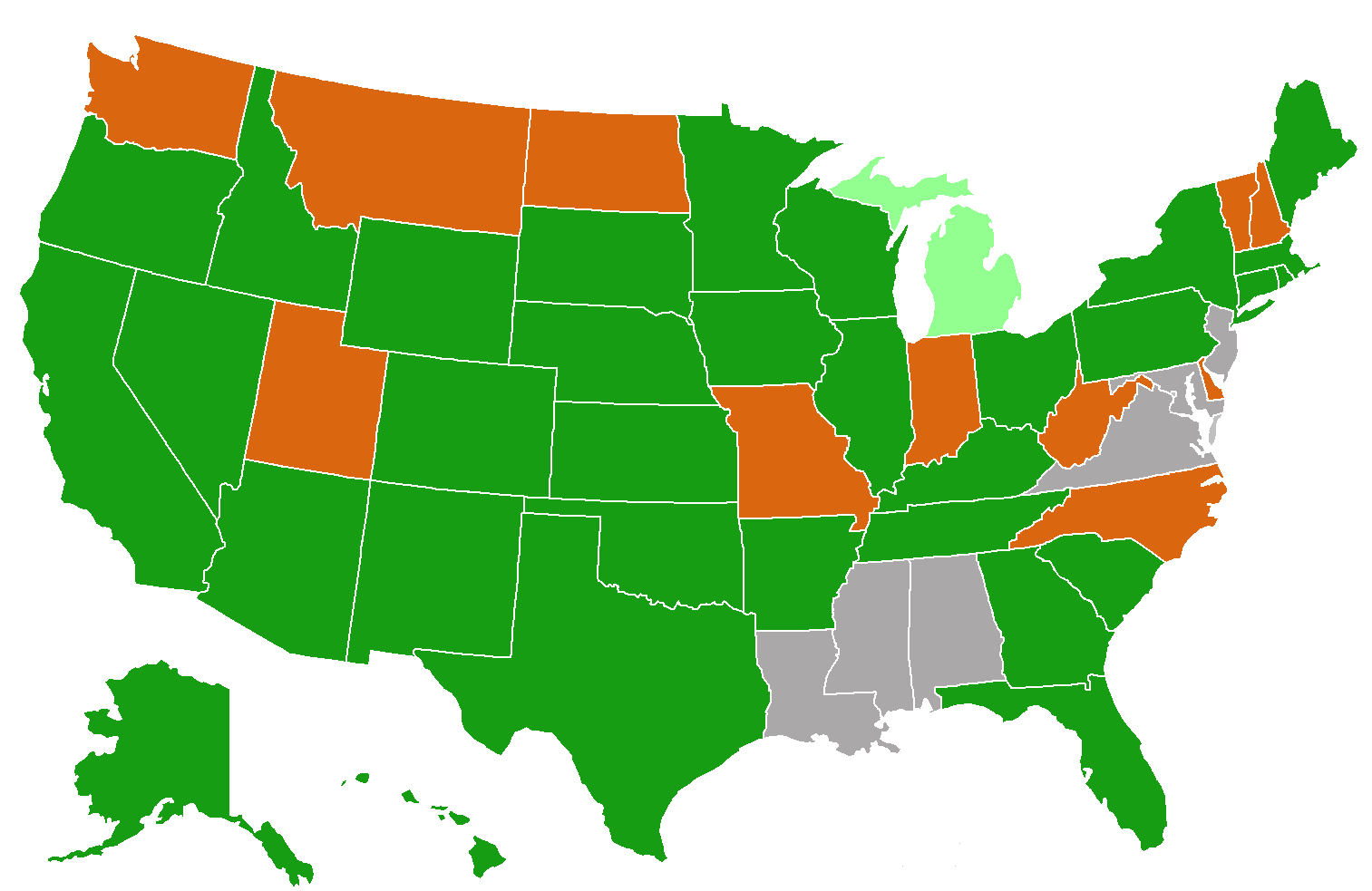
Estados que realizarão eleições para o executivo e o legislativo em 2020:
Governador e ambas as casas legislativas
Ambas as casas legislativas
Parte do legislativo
Nenhum

### Governos
Onze estados e dois territórios elegerão seus governadores. A maior parte deles serão eleitos para mandatos de quatro anos, salvo em Nova Hampshire e em Vermont, cujos governadores possuem mandatos de dois anos. Nove governadores de estados são candidatos à reeleição, sendo seis republicanos e três democratas. Não há segundo turno em nenhum desses estados, mesmo que o candidato mais votado não atinja a metade dos votos válidos. A maior parte dos governadores, entretanto, foram eleitos nas eleições de meio de mandato de 2018.

### Legislativos
Eleições legislativas a nível estadual serão realizadas em 86 das 99 câmaras legislativas, elegendo a nível nacional 5.876 legisladores de um total de 7.383. As eleições legislativas ocorrerão em 44 estados, com exceção do Alabama, Louisiana, Maryland, Mississippi, Nova Jersey e Virgínia, sendo que os eleitores de Michigan escolherão apenas os membros da câmara baixa. O Nebraska, único estado com um legislativo unicameral, elegerá apenas a metade de seus parlamentares.

### Referendos
Em alguns estados, os eleitores votarão em uma série de referendos e propostas de emendas às constituições estaduais, abordando temas que incluem desde a expansão do Medicaid até a legalização da maconha. Desde a morte de George Floyd, ao menos vinte localidades incluíram entre seus referendos iniciativas que versavam sobre reformas policiais.

### Pleitos locais
Desde o início de 2020, várias cidades mais populosas elegeram seus prefeitos e conselhos municipais. Dentre elas, citem-se Bakersfield, Milwaukee, Norfolk e Tulsa. Em simultâneo com as eleições gerais de novembro, outras cidades definirão suas lideranças, dentre elas Baltimore, Honolulu, Phoenix e San Diego.

## Resultados

### Presidência
| Partido | Partido     | Candidatos   | Candidatos      | Votação         | Votação | Votação           |
| Partido | Partido     | Presidente   | Vice-presidente | Votos populares | %       | Colégio Eleitoral |
| ------- | ----------- | ------------ | --------------- | --------------- | ------- | ----------------- |
|         | Democrata   | Joe Biden    | Kamala Harris   | 81.281.888      | 51,3%   | 306               |
|         | Republicano | Donald Trump | Mike Pence      | 74.223.251      | 46,9%   | 232               |
|         | Outros      | –            | –               |                 |         |                   |
| Total   | Total       | Total        | Total           |                 | 100     | 538               |

### Congresso
Câmara dos Representantes
| Partidos | Partidos    | Representantes | Representantes | Representantes | Representantes | Votos       | Votos | Votos   |
| Partidos | Partidos    | 2018           | 2020           | +/-            | %              | Votos       | %     | Mudança |
| -------- | ----------- | -------------- | -------------- | -------------- | -------------- | ----------- | ----- | ------- |
|          | Democrata   | 235            | 222            | 13             | 53,5%          | 77.545.850  | 50,8% | 2,6%    |
|          | Republicano | 199            | 213            | 14             | 46,5%          | 72.878.587  | 47,7% | 2,9%    |
| Total    | Total       | 435            | 435            | 0              | 100%           | 150.424.437 | 100%  | -       |

Senado
| Partidos | Partidos    | Senadores | Senadores             | Senadores | Senadores | Votos      | Votos | Votos   |
| Partidos | Partidos    | 2018      | 2020                  | +/-       | %         | Votos      | %     | Mudança |
| -------- | ----------- | --------- | --------------------- | --------- | --------- | ---------- | ----- | ------- |
|          | Republicano | 53        | 50                    | 3         | 50%       | 48.517.531 | 50,6% | 11,9%   |
|          | Democrata   | 45        | 48 (+2 independentes) | 3         | 50%       | 46.517.248 | 48,5% | 9,7%    |
| Total    | Total       | 100       | 100                   | 0         | 100%      | 95.034.779 | 100%  | -       |

### Governos estaduais
| Partidos | Partidos    | Governadores | Governadores | Governadores | Governadores | Votos      | Votos  |
| Partidos | Partidos    | 2019         | 2020         | +/-          | %            | Votos      | %      |
| -------- | ----------- | ------------ | ------------ | ------------ | ------------ | ---------- | ------ |
|          | Republicano | 26           | 27           | 1            | 54%          | 10.698.657 | 52,41% |
|          | Democrata   | 24           | 23           | 1            | 46%          | 9.001.081  | 44,09% |
| Totals   | Totals      | 50           | 50           | 0            | 100%         | 19.699.738 | 100%   |